# Menotti Galeotti
Menotti Galeotti (Bari, 28 giugno 1937 – Firenze, 5 gennaio 2017) è stato un politico, poeta e scrittore italiano.

## Politica
Nato a Bari nel 1937, si laurea in giurisprudenza all'università "La Sapienza" di Roma. Trasferitosi ad Arezzo dopo lavora come funzionario INPS, si è iscritto al Partito Comunista Italiano nel 1971 ed ha fatto parte del direttivo della federazione del partito. Divenuto capogruppo al Comune, nel 1975 diventa poi assessore per l'edilizia, traffico e personale. Oltre a questo è stato anche presidente della sezione aretina del Comitato regionale di controllo; candidato alle elezioni regionali toscane del 1975 nella lista del PCI della circoscrizione di Arezzo, ottiene 1.683 preferenze. Inizialmente non eletto, nell'aprile del 1979 diviene consigliere regionale al posto di Alessio Pasquini, nel frattempo diventato parlamentare. Da lui è presieduta la commissione consiliare degli Affari Istituzionali.
Nelle consultazioni regionali toscane del 1980 è eletto nella medesima lista e circoscrizione con 5.202 preferenze. Riconfermato alla presidenza della commissione Affari istituzionali, nel maggio del 1982 diventa assessore regionale con deleghe in materia di bilancio, finanze e patrimonio, successivamente estese ad affari generali e personale. In seguito, alle elezioni regionali toscane del 1985 è rieletto nella stessa circoscrizione di Arezzo, con 5.215 preferenze. Segretario della commissione di Controllo, si dimette nel maggio del 1987 per presentarsi alle elezioni politiche anticipate. Venne quindi eletto col PCI al Senato della Repubblica, dove prima è segretario della Commissione Attività produttive e poi componente della Commissione Affari Costituzionali in qualità di capogruppo.; con la svolta della Bolognina aderisce al PDS, che rappresenta a Palazzo Madama fino al termine della legislatura nella primavera 1992.
Successivamente si trasferisce a Firenze, dove muore nel gennaio 2017 all'età di 79 anni.

## Letteratura

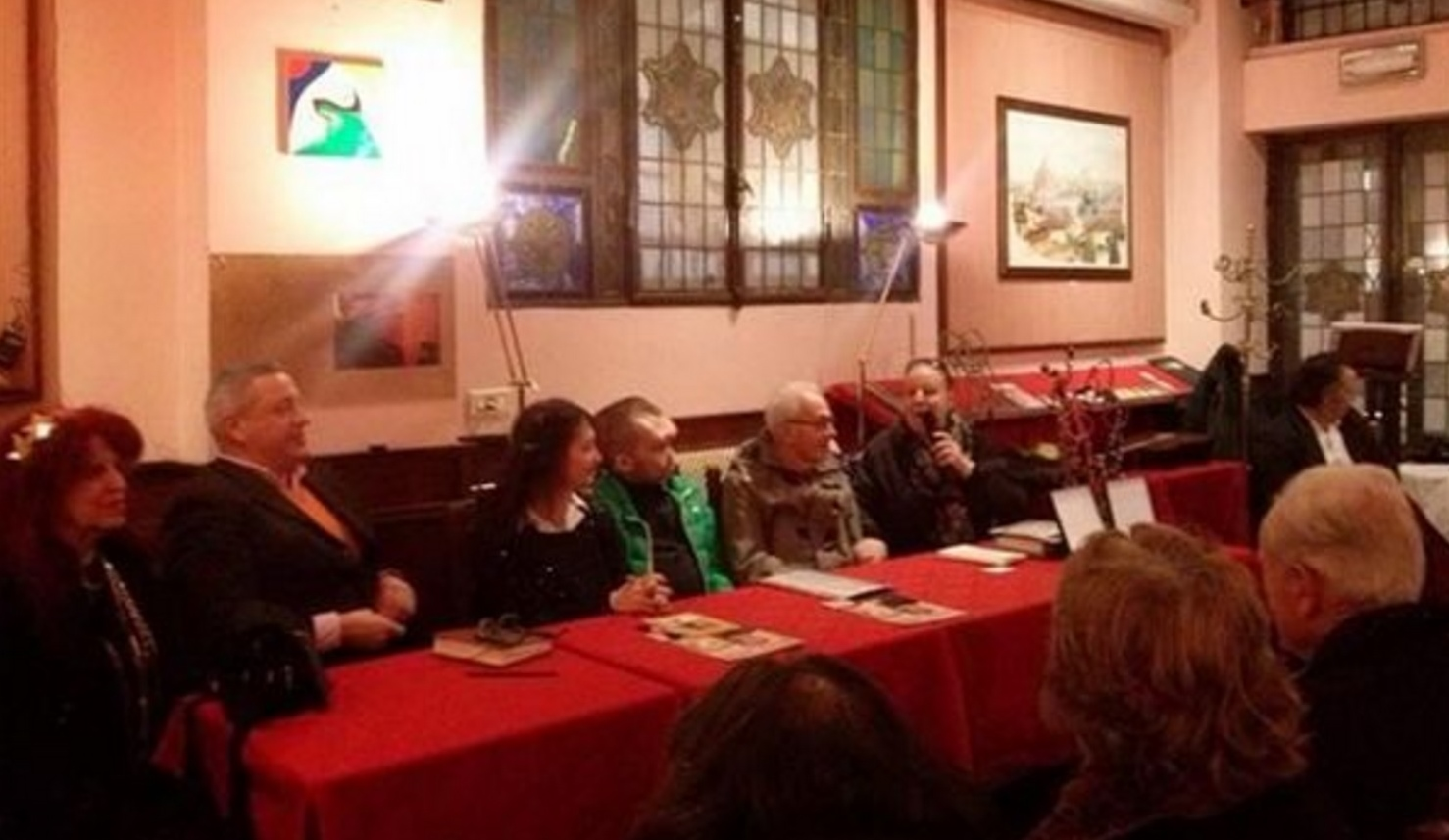
Menotti Galeotti nell'incontro letterario alle Giubbe Rosse di Firenze "Dante ritorna a casa"

Nel 1999 ha inizio il suo percorso all'interno dell'ambiente letterario: già dedito alla riflessione poetica e prosaica, pubblica "Il Maestro di Musica ed altri racconti" con l'editore Helicon. Nel 2001 continua la sua produzione con "La compagna e racconti scelti".
In seguito, nel 2002, pubblica una raccolta di poesie, "La strada di Camparca"; un romanzo, "Neno", nel 2003, insieme a "Semi d'amore"; nel 2004 escono "Parole sepolte" e "Vivere il sogno", entrambe sillogi poetiche, con "la gatta di via Cimabue", un romanzo; tutte opere edite da Helicon.
Altre opere sono: "Vivere per due", un romanzo, edito nel 2000 da L'Autore Libri, Firenze; "il lungo viaggio", romanzo edito da Bastogi Editrice Italiana; "Inchiostro Verde", pubblicato da Libroitaliano. Alcune opere di Menotti Galeotti sono state inoltre tradotte in inglese e pubblicate in "Italian Contemporary Poets", edito sempre da Libroitaliano.
Nel febbraio del 2005 esce il romanzo "I passi e i giorni" sempre con Helicon e nel dicembre 2005 la raccolta di poesie "Oltre mare" edito da Polistampa Firenze.
Ulteriori pubblicazioni: "Racconti"-Serie Aperta, edito da Polistampa Firenze 2006. Nel novembre 2007 è uscito il volume di poesie "Otre canto" edito da Helicon. Nell'aprile 2008 ha pubblicato la silloge "Fuoricampo" nella raccolta "Identità poetiche" Edizioni Helicon, sempre nel 2008, a novembre, è stata pubblicata la silloge "Mitologie interiori", Ed.Helicon.
Nel 2008 è stato insignito del Premio d'Onore per l'Attività Letteraria in occasione della XXXIII Edizione del Premio Internazionale Casentino.
Nel 2009 "Oltre canto" e "Mitologie interiori" vengono presentate Anna Maria Guidi e Rodolfo Tommasi presso il Centro Anziani del Polo sociale del Quartiere 2 di Firenze.
La raccolta di poesie, "L'albero nudo", risale al 2009.
L'ultima sua opera "Versi e Racconti" è stata pubblicata nel Settembre 2010.
Nel 2012 nel Salone Annigoni della Basilica di S. Marco in Firenze partecipa all'incontro "Da Firenze alle Stelle" a cura dell'Associazione La Pergola Arte di Firenze, organizzatore Peter Michael Musone, nel quale vengono presentati i libri: di Lilly Brogi "Un soffio di vita", Bastogi Editrice Italiana, di Menotti Galeotti "Stazioni" Edizioni Polistampa, di Giancarlo Bianchi "Memorie per Adolfo Oxilia" Edizioni Polistampa e di Fausto Sbaffoni "Briciole di vita" Casa Editrice Nerbini la presentazione critica e curata da Maria Grazia Carraroli e da Rodolfo Tommasi.
Nel 2013 pubblica "Storie di strada" edizioni Polistampa con presentazione di Franco Manescalchi e Giuseppe Baldassarre.
La sua attività letteraria è stata seguita dal critico letterario Rodolfo Tommasi che ha curato la prefazione del suo ultimo libro di liriche "Metafore del tempo" edito da Fratini Editore nel 2014.
Nel 2014 a Città della Pieve luogo della gioventù del poeta fu presentato il libro "Metafore del tempo" da Rodolfo Tommasi.
Una sua lirica è stata inserita nel antologia "Poeti in bici" promossa da Giancarlo Bianchi, Franco Manescalchi e Lilly Brogi ed edita da Polistampa 2015.
Nel 2015 gli è stato assegnato un premio speciale per la sua copiosa produzione poetica dal Concorso Letterario "Lilly Brogi La Pergola Arte" di Firenze VII Edizione.

## Opere

### Sillogi poetiche
- La voce, Libroitaliano, 2000
- La strada di Camparca, Helicon, 2002
- Semi d'amore, Helicon, 2003
- Parole sepolte, Helicon, 2004
- Vivere il sogno, Helicon, 2004
- Oltre mare, Polistampa, 2006
- Oltre canto, Helicon 2007
- Identità poetiche (Fuoricampo), Helicon, 2008
- Mitologie interiori, Helicon, 2008 ISBN 8889893850
- L'albero nudo, Helicon, 2009 ISBN 88-6466-002-X
- Versi e racconti, Polistampa, 2010 ISBN 978-88-596-0826-4
- Storie di strada, Polistampa, 2013 ISBN 978-88-596-1274-2
- Metafore del tempo, Fratini Editore, 2014 ISBN 978-88-6794-021-9

### Romanzi e racconti
- Il maestro di musica e altri racconti, Helicon 1999
- Vivere per due, L'Autore Libri, 2000
- La compagna e racconti scelti, Helicon 2001
- Neno, Helicon, 2003
- II lungo viaggio, Bastogi 2003
- Inchiostro verde, Libroitaliano 2003
- La gatta di via Cimabue, Helicon 2004
- I passi e i giorni, Helicon 2005
- Racconti serie aperta, Polistampa 2006

### Antologie poetiche
- Cento voci verso il cielo, Edizioni Youcanprint 2011
- Poeti in bici, Polistampa 2015